# الغزوات والاجتياحات التيمورية

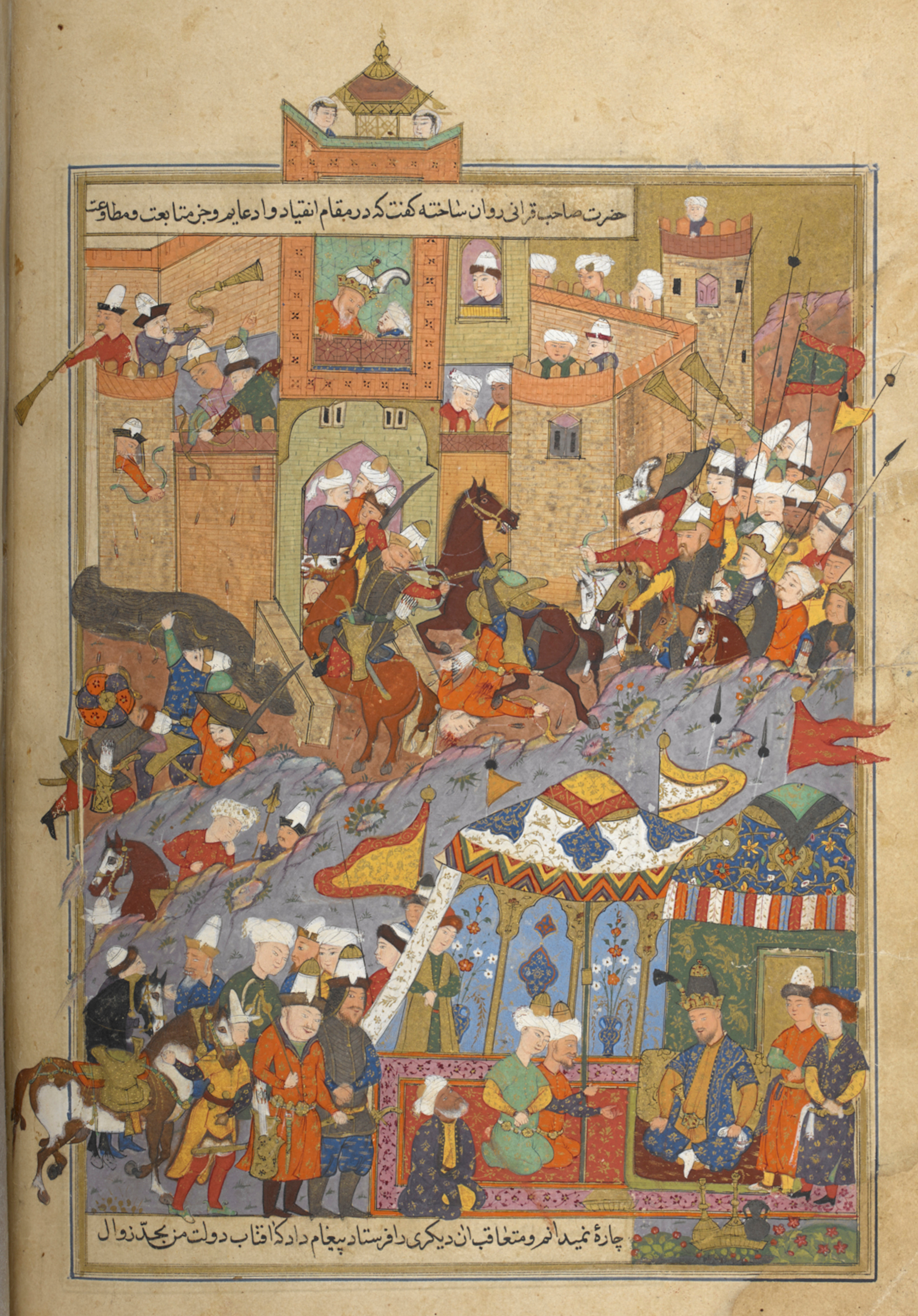
تيمور لنك أثناء حصار بلخ

بدأت الغزوات والاجتياحات التيمورية في العقد الثامن من القرن الرابع عشر مع سيطرة تيمور على خانية جغتاي وانتهت في بداية القرن الخامس عشر بموت تيمور. بسبب الحجم الهائل لحروب تيمور، وحقيقة أنه كان غالبًا لا يُهزم في المعارك، كان يُعتبر أنه أحد أكثر القادة العسكريين نجاحًا في كل العصور. أدت هذه الحروب إلى هيمنة تيمور على آسيا الوسطى، وبلاد فارس، والقوقاز، والمشرق، وأجزاء من جنوب آسيا، وأوروبا الشرقية، كما شكل الإمبراطورية التيمورية قصيرة العمر. يقدر العلماء أن حملاته العسكرية تسببت في مقتل 17 مليون شخص، أي ما يقارب 5 بالمئة من سكان العالم في ذلك الوقت.
سيطر تيمور على خانية جغتاي الغربية (ترانسوكسيانا) بعد هزيمة أمير حسين، الوصي على خانية جغتاي، في معركة بلخ، لكن القوانين التي وضعها جنكيز خان منعته من أن يصبح خاقان بحكم سلطته لأنه لم يكن سليل مباشر لجنكيز خان بالولادة. بدلًا من ذلك، عَيّن حاكم دمية من سلالة خان من أوقطاي، سورغاتمش. بعد ذلك، شن حملات عسكرية واسعة النطاق في جميع الاتجاهات وأثبت سيادته على معظم مناطق الشرق الأوسط وآسيا الوسطى. لم يتخذ أبدًا لقب إمبراطور أو خليفة، وحافظ على لقب أمير.
لتشريع حكمه وحملته العسكرية، تزوج تيمور أرملة الحسين سراي ملك خانوم، وهي أميرة من سلالة جنكيز خان. وبهذه الطريقة أطلق على نفسه اسم تيمور جورجان (صهر الخان العظيم، جنكيز خان). تضاءلت المكاسب الإقليمية التيمورية في ترانسوكسيانا وآسيا الوسطى بالإضافة إلى هيمنة تيمور على الدولة المملوكية، والإمبراطورية العثمانية، وسلطنة دلهي، وخانية القبيلة الذهبية بعد وفاته، بسبب حرب الخلافة بين ابنه وحفيده شاه رخ ميرزا وخليل سلطان. ومع ذلك، بقيت الدولة التيمورية في شبه القارة الهندية حتى منتصف القرن التاسع عشر على شكل سلطنة مغولية أسسها حفيد حفيده بابر.

## آسيا الوسطى
أصبح تيمور رئيسًا لقبيلة بارلاس (قبيلة من آسيا الوسطى) وأراضيها الشاسعة وذلك بمساعدة أمير حسين، وهو أمير قارا أوناس والحاكم الفعلي لخانية جغتاي الغربية. انتهت فترة تيمور كتابع مغولي عندما عين تغلق تيمور ابنه إلياس خوجا حاكمًا لبلاد ما وراء النهر. تمرد كل من تيمور وأمير حسين على إلياس خوجا ولكن جيش خوجا هزمهما في طشقند. تقدم إلياس خوجا نحو سمرقند، ولكن هنا هزمته القوات التيمورية وأُجبر على التراجع مرة أخرى إلى شرق خانية جغتاي. وبهذه الطريقة، أصبح تيمور حاكم سمرقند.

## جنوب آسيا
في عام 1370 قرر تيمور مهاجمة أمير حسين في بلخ. بعد عبور نهر آموداريا عند ترمذ حاصر جيشه المدينة. خرج جيش حسين من المدينة لمهاجمة رجال تيمور، ربما لأنهم لم يرغبوا بالبقاء محاصرين. حدث الشيء نفسه في اليوم الثاني من المعركة، لكن هذه المرة تمكن رجال تيمور من الوصول إلى المدينة. أغلق حسين على نفسه داخل القلعة، تاركًا رجال تيمور ينهبون المدينة.
بعد الاستيلاء على المدينة، أعدم تيمور خابول شاه، وهو خان دمية لحسين في غرب خانية جغتاي، وعَيّن سورغاتمش على عرش خان كدميته. جعل هذا من تيمور القوة الرئيسية في ما وراء النهر وخانية جغتاي الغربية مع السيادة على آسيا الوسطى.
في عام 1398، بدأ تيمور حملته نحو شبه قارة الهند (هندستان). في ذلك الوقت، كانت القوة المهيمنة في شبه القارة الهندية هي السلالة التغلقية في سلطنة دلهي، لكنها كانت قد ضعفت بالفعل بسبب تشكيل سلطنات إقليمية والصراعات على الخلافة داخل الأسرة الإمبراطورية. بدأ تيمور رحلته من سمرقند. غزا شبه القارة الهندية الشمالية (باكستان الحالية وشمال الهند) عن طريق عبور نهر السند في 30 سبتمبر 1398. عارضه الآهير (هم مجموعة في الهند) والجورجار والزط (أو السبابجة)، لكن سلطنة دلهي لم تفعل شيئًا لمنعه.
نهبت القوات التيمورية أولًا تولامبا ثم ملتان بحلول أكتوبر من عام 1398. قبل غزو تيمور لدلهي، كان حفيده بير محمد قد بدأ حملته، واستولى على اوتش ثم انضم بير محمد إلى تيمور. هُزم حاكم حصن بهاتنر، ودمر تيمور الحصن والمدينة. كما واجه مقاومة من قبل حاكم ميروت لكنه كان ما يزال قادرًا على الاقتراب من دلهي، ووصل في عام 1398. وبهذه الطريقة، هزم بالفعل المراكز الإدارية الهامة في سلطنة دلهي قبل وصوله إلى دلهي.
وقعت المعركة بين السلطان ناصر الدين تغلق المتحالف مع مالو إقبال وتيمور في 17 ديسمبر 1398. كان لدى القوات الهندية أفيال حرب لها دروع معدنية وسم على أنيابها ما سبب للقوات التيمورية وقتًا عصيبًا حيث لم يسبق أن يتعرض التتار لهذا من قبل. لكن في غضون فترة زمنية، أدرك تيمور أن الفيلة تصاب بالذعر بسهولة. واستفاد من الاضطراب اللاحق في قوات ناصر الدين تغلق، ما وفر له نصرًا سهلًا. هرب سلطان دلهي مع ما تبقى من قواته. نُهبت دلهي وتُركت في حالة خراب. بعد المعركة، نصّب تيمور خضر خان، حاكم ملتان، كسلطان جديد لسلطنة دلهي تحت سلطته.
كان غزو دلهي أحد أعظم انتصارات تيمور، ويُقال إنه تفوق على دارا الأكبر، والإسكندر الأكبر، وجنكيز خان بسبب الظروف القاسية للرحلة وتمكنه من هزيمة أغنى مدينة في العالم في ذلك الوقت. عانت دلهي من خسارة كبيرة بسبب هذا واستغرقت قرنًا للتعافي.
في عام 1505، سار جيش بابور التيموري للهجوم على منطقة بنجاش. وعندما وصلوا إلى وادي بين كوهات وهانغو، قطعوا رؤوس ما بين 100 إلى 200 شخص من البشتون الغلزائيون ووضعوا رؤوسهم على عمود. في اليوم التالي، وصل بابور إلى هانغو وأقام برجًا آخر من الرؤوس. بعد ذلك، سار التيموريون إلى بانو على نهر كورام، حيث وضعوا العمود الثالث للرؤوس. في عام 1507، بعد عام واحد من معركة قلات غلجي، خرج جيش بابور من كابول بنية سحق البشتون الغلزائيون. هاجموهم في جبال خواجة إسماعيل بالقرب من كتواز، وأقاموا عمودًا آخر من الرؤوس.
في 6 يناير عام 1519، استولى بابور على حصن باجور ثم ذبح ما لا يقل عن 3000 شخص من البشتون الباجوريون، وأقاموا برجًا من جماجمهم. في 30 يناير عام 1519، تزوج بابور من بيبي مباريكا، ابنة الزعيم البشتوني شاه منصور يوسفزي، كجزء من معاهدة سلام مع البشتون اليوسفزيون. لعبت مباريكا دورًا مهمًا في إقامة علاقات ودية بين رؤساء البشتون اليوسفزيون وبابور، الذي أسس لاحقًا الإمبراطورية المغولية بعد هزيمة السلطان البشتوني إبراهيم لودي في معركة باني بت عام 1526.